# Vijayanta
Le Vijayanta est un char de combat développé au début des années 1960 par Vickers pour l’Inde. Il sert dans l’armée indienne à partir de 1965 jusqu’à son remplacement par l’Arjun.

## Historique

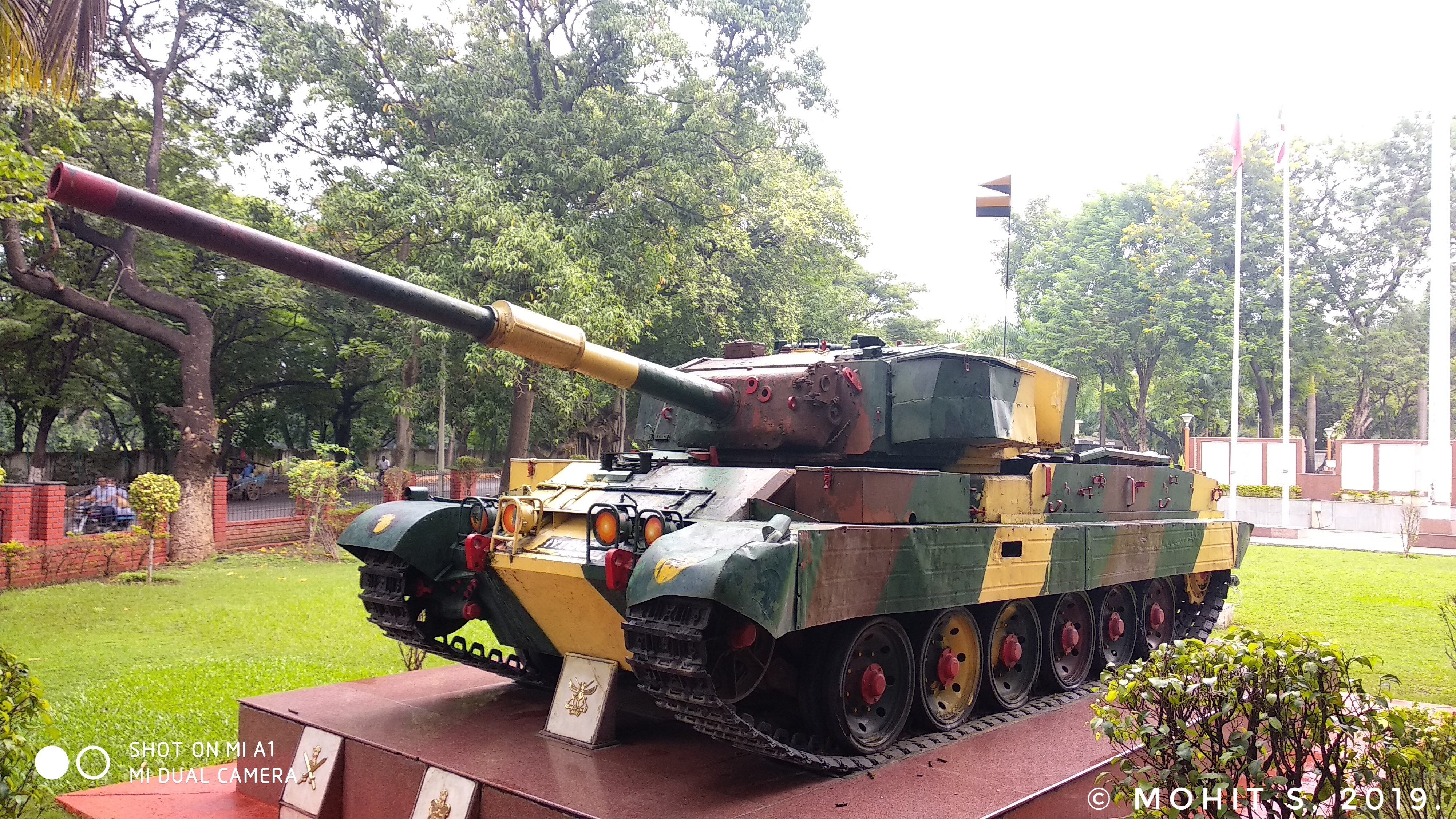
Un char exposé en 2021.

Au début des années 1960, l’armée indienne cherche à se doter d’un char de combat moderne. Après une compétition entre constructeurs britanniques et allemands, elle sélectionne en 1961 le Vickers Mk. 1. Celui-ci a été développé peu de temps auparavant par Vickers et allie les éléments propulsifs et le système de tir du Chieftain ainsi que le canon du Centurion dans un châssis plus léger et fiable que celui du Chieftain.
Les premiers exemplaires sont construits dans les usines Vickers en Grande-Bretagne avant que la production soit progressivement délocalisée en Inde. Le Vijayanta entre en service dans l’armée indienne en 1965. Il est question de le remplacer dès le début des années 1980 par l’Arjun, mais l’important retard pris dans le développement de celui-ci impose l’élaboration d’une mise à niveau. Le Vijayanta est ainsi toujours en service dans la première décennie du XXIe siècle.

## Caractéristiques
À l’origine le Vijayanta est propulsé par un moteur polycarburant Leyland L60, remplacé dans les années 1980 par le moteur du T-72. Le train de roulement comporte une suspension à barres de torsion et six galets de route de chaque côté. La coque est faite de plaques d’acier soudées avec une épaisseur maximale de 80 mm sur le modèle d’origine, la version améliorée des années 1980 disposant de blindage additionnel. L’armement principal est le canon de 105 mm du Centurion. Le pointage est assuré à l’origine par le même système que celui du Chieftain, remplacé dans les années 1980 par un système plus moderne.

## Variantes

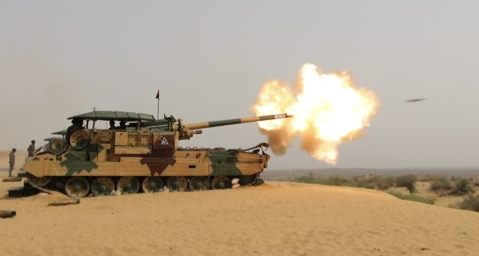
Tir d'un Catapult lors de sa cérémonie de retrait le 16 mars 2021.

Le M-46 Catapult (en) est un canon automoteur basé sur le Vijayanta, sur lequel la tourelle est remplacée par un canon M-46 soviétique de 130 mm. Celui-ci a la particularité d’être pointé vers l’arrière et dispose d’une portée d’environ 28 km ainsi que de trente obus directement stockés en interne. Il est en service de 1981 a 2021.

### Données techniques
| Modèle                     | Vijayanta (original)                                                             | Catapult                                     |
| -------------------------- | -------------------------------------------------------------------------------- | -------------------------------------------- |
| Équipage                   | 4                                                                                | 6                                            |
| Longueur hors-tout         | 7,92 m                                                                           | 7,92 m                                       |
| Largeur hors tout          | 3,17 m                                                                           | 3,17 m                                       |
| Hauteur                    | 2,44 m                                                                           |                                              |
| Masse                      | 38 600 kg                                                                        |                                              |
| Motorisation               | moteur polycarburant Leyland L60 6-cylindres                                     | moteur polycarburant Leyland L60 6-cylindres |
| Puissance brute            | 650 hp à 2 670 tr/m (125 kW)                                                     | 535 hp (399 kW)                              |
| Vitesse maximale sur route | 48 km/h                                                                          | 50 km/h                                      |
| Autonomie sur route        | 480 km                                                                           | 400 km                                       |
| Blindage                   | 80 mm                                                                            | 80 mm                                        |
| Armement                   | 1 × canon de 105 mm + 1 × mitrailleuse de 12,7 mm + 2 × mitrailleuses de 7,62 mm | 1 × canon M-46 de 130 mm (30 obus)           |